# 6392 Takashimizuno
6392 Takashimizuno eller 1990 HR är en asteroid i huvudbältet som upptäcktes den 29 april 1990 av de båda japanska astronomerna Toshimasa Furuta och Yoshikane Mizuno vid Kani-observatoriet. Den är uppkallad efter den japanska amatörastronomen Takashi Mizuno.
Asteroiden har en diameter på ungefär 25 kilometer och den tillhör asteroidgruppen Ursula.